# کارلی (آردانوچ)
کارلی (به ترکی استانبولی: Karlı) یک منطقهٔ مسکونی در ترکیه است که در آردانوچ واقع شده‌است. کارلی ۴۷ نفر جمعیت دارد.